# Sabine Bannard
Sabine Bannard (* 1968; ehemals Sabine Christ) ist eine deutsche Fotografin, Techno-DJ und ehemalige Fernsehmoderatorin.
In den 1990er-Jahren war Sabine Christ als DJ aktiv und nahm eher aus Spaß an einem Casting beim neuen Musiksender VIVA teil. Ihre natürliche Art gefiel und sie wurde zusammen mit Mate Galić Moderatorin der Techno/House-Sendung Housefrau von 1994 bis 1999.
Sie begann eine Lehre als Zahnarzthelferin, die sie nach zwei Jahren abbrach und machte eine Ausbildung zur Hotelfachfrau.
1996 wurde Sabine Christ in Bezug auf ihre Tätigkeit als DJ und Viva-Moderatorin im Dokumentarfilm Mit Vollgas durch die Techno-Nächte von Regisseurin Juliane Schuhler des BR Fernsehens porträtiert.
2003 zog sie mit ihrem australischen Ehemann und Kindern nach Queensland, Australien, wo sie sich nun als Fotografin betätigt.

## Diskografie (Mix-CDs)
- 1995: Love Machine House Mix (Dogondke Media)
- 1996: in the mix (Studio K7)